# Bei Ling
Pour les articles homonymes, voir Ling.
Ne doit pas être confondu avec Bai Ling.
Bei Ling (en chinois : 貝嶺) (né le 28 décembre 1959 à Beijing) est un poète et un dissident chinois.
Bei Ling a été arrêté en 2000 pour « publication illégale », il est alors détenu dans le centre de détention de Qinghe à Pékin. Il s'est depuis exilé aux États-Unis. Bei Ling pris la parole lors de la 61e Foire du livre de Francfort en 2009, alors que la Chine est l'invité d'honneur, provoquant le départ des officiels chinois.
Lors du Salon du livre de Londres, le London Book Fair (en) en 2012 où la Chine est l'invité d'honneur, Bei Ling, s'est plaint auprès du British Council car seuls des auteurs approuvés par le parti communiste chinois purent participer.